# Gary Buckley
Gary Buckley (sinh ngày 3 tháng 3 năm 1961) là một cựu cầu thủ bóng đá người Anh có 71 lần ra sân ở Football League thi đấu ở vị trí tiền vệ cho Manchester City, Preston North End và Bury.